# Hindenburgstraße 13 (Korschenbroich)

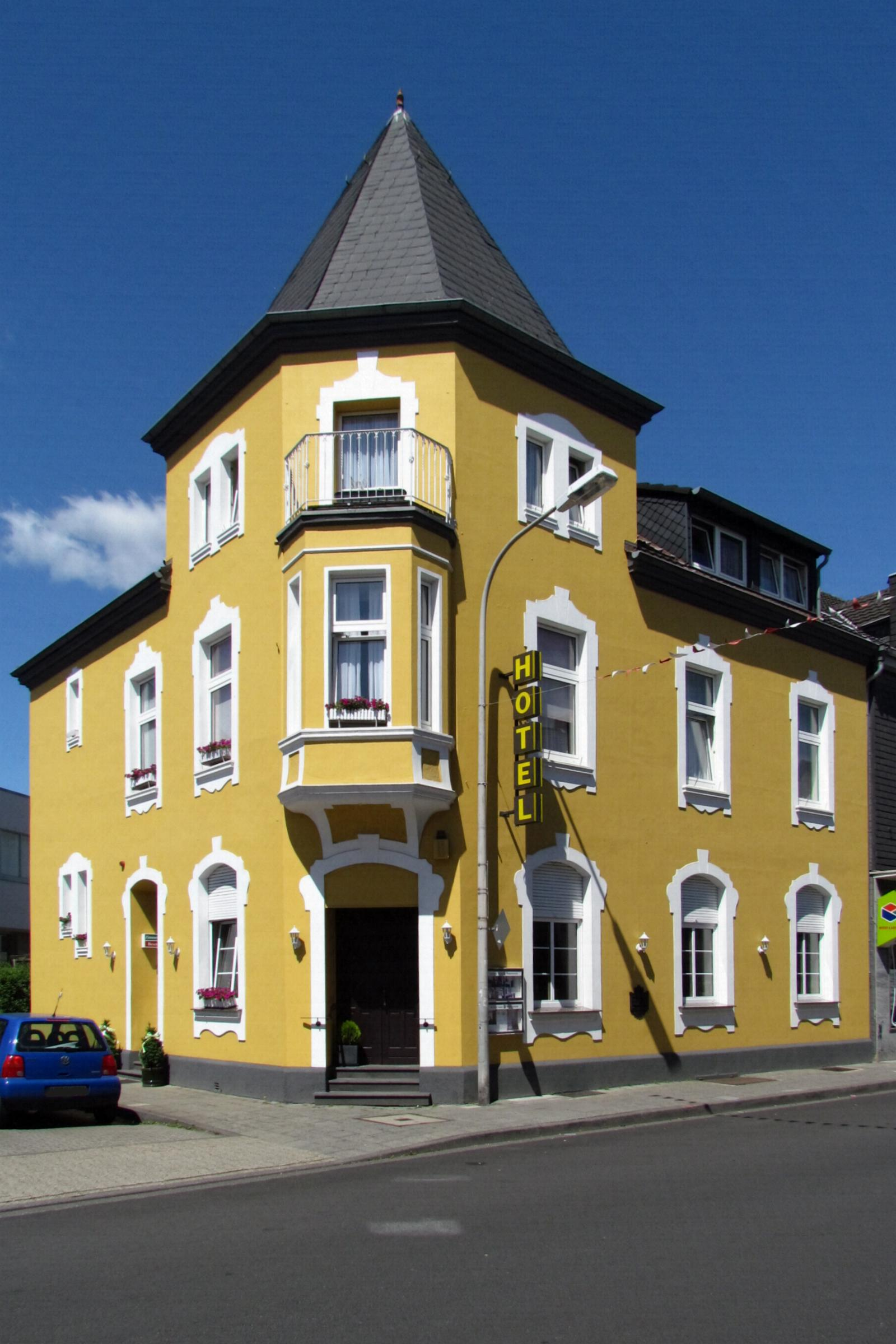
Gebäudefassade „Zur Alten Post“

Die Gebäudefassade Hindenburgstraße 13 (Zur Alten Post) steht in Korschenbroich im Rhein-Kreis Neuss in Nordrhein-Westfalen.
Die Fassade wurde im frühen 20. Jahrhundert erbaut und unter Nr. 193 am 10. März 1997 in die Liste der Baudenkmäler in Korschenbroich eingetragen.

## Architektur
Bei dem Gebäude „Zur Alten Post“ handelt es sich um einen Putzbau des frühen 20. Jahrhunderts, der jedoch noch über seine ursprüngliche Fassade verfügt. Derartige Gebäude sind im Stadtgebiet sehr selten vorhanden und genießen insoweit einen besonderen Stellenwert, der bei diesem Gebäude durch seinen heimatgeschichtlichen Wert und unter städtebaulichen Gesichtspunkten wegen seines herauszuhebenden Standortes im Ortskern von Korschenbroich noch an Bedeutung gewinnt.
Demnach sind die Tatbestandsvoraussetzungen gemäß § 2 DSchG NRW erfüllt.